# Ituero de Azaba
Pour les articles homonymes, voir Ituero et Azaba.
Ituero de Azaba est une commune de la province de Salamanque dans la communauté autonome de Castille-et-León en Espagne.

## Personnalités liées à la commune
- Celestino Alfonso (1916-1944), résistant de la Seconde Guerre mondiale, fusillé au Mont-Valérien près de Paris, est né dans la commune[1].
- Diamantino García (1943-1995), prêtre ouvrier, est né dans la commune[2].